# جامعة بول فاليري مونبلييه
جامعة بول فاليري مونبلييه (بالفرنسية: Université Paul-Valéry-Montpellier)‏ هي جامعة فرنسية تأسست سنة 1970. وهي واحدة من الجامعات الثلاث التي خلفت جامعة مونبلييه، وهي متخصصة في العلوم الإنسانية والعلوم الاجتماعية واللغات والفنون.
الجامعة عضو في مجموعة قلمرية، وهي منظمة أوروبية للجامعات تأسست سنة 1985، وتضم المجموعة الجامعات التي تتميز بالعراقة.